# Verica Šerifović
Verica Šerifović, cyr. Верица Шерифовић (ur. w 1963 w Kragujevacu) – serbska piosenkarka muzyki folk (serbskiej i romskiej).
Jest matką i pierwszą nauczycielką śpiewu zwyciężczyni Konkursu Eurowizji w 2007 roku – Mariji Šerifović.
Nagrała jedenaście płyt i zyskała znaczną popularność nie tylko w Serbii, ale też w innych krajach byłej Jugosławii.